# Praça Xá Abas
A Praça Xá Abas (em azeri:  Şah Abbas meydanı) é uma praça localizada no centro histórico da cidade de Ganja, no Azerbaijão. Já foi o principal complexo memorial do subúrbio da Fortaleza de Ganja. O complexo da Praça Xá Abas foi mencionado pela primeira vez no plano de 1797 da fortaleza de Ganja. Situado no centro do subúrbio, este complexo arquitetónico era composto por uma mesquita, banho turco e outros edifícios.
A área de 65x320 metros nas direções nordeste e sudoeste tem uma forma retangular irregular. A Mesquita Xá Abas está localizada na estreita parte sudeste da praça. As seções noroeste e sudeste da praça consistem em estruturas arqueadas usadas como lojas. No lado sudeste das lojas havia vários prédios com jardins mistos.

## História
O complexo da Praça Xá Abas foi mencionado pela primeira vez no plano de 1797 da fortaleza de Ganja. Situado no centro do subúrbio, este conjunto arquitectónico era constituído por uma mesquita, banho turco e outros edifícios. A área de 65x320 metros nas direções nordeste e sudoeste tem uma forma retangular irregular. A Mesquita Xá Abas está localizada na estreita parte sudeste da praça. A largura da praça aqui se estende a 54 metros e a 85 metros no lado oposto. A praça é cercada por plátanos nos quatro lados. As seções noroeste e sudeste da praça consistem em estruturas arqueadas usadas como lojas. No lado sudeste das lojas havia vários prédios com jardins mistos. Alguns foram marcados no plano de 1797 como bazar, outros como "fábrica de seda e papel".
Na parte noroeste da praça havia um grande complexo de bazar em forma de quadrado, com seu portão central voltado para a Praça Xá Abas. A madrassa Ganja estava localizada ao lado da Mesquita Xá Abas. Havia uma tumba atrás da mesquita, na parte oeste, e um pouco mais longe ficava o Chokak Hamam.

## Galeria

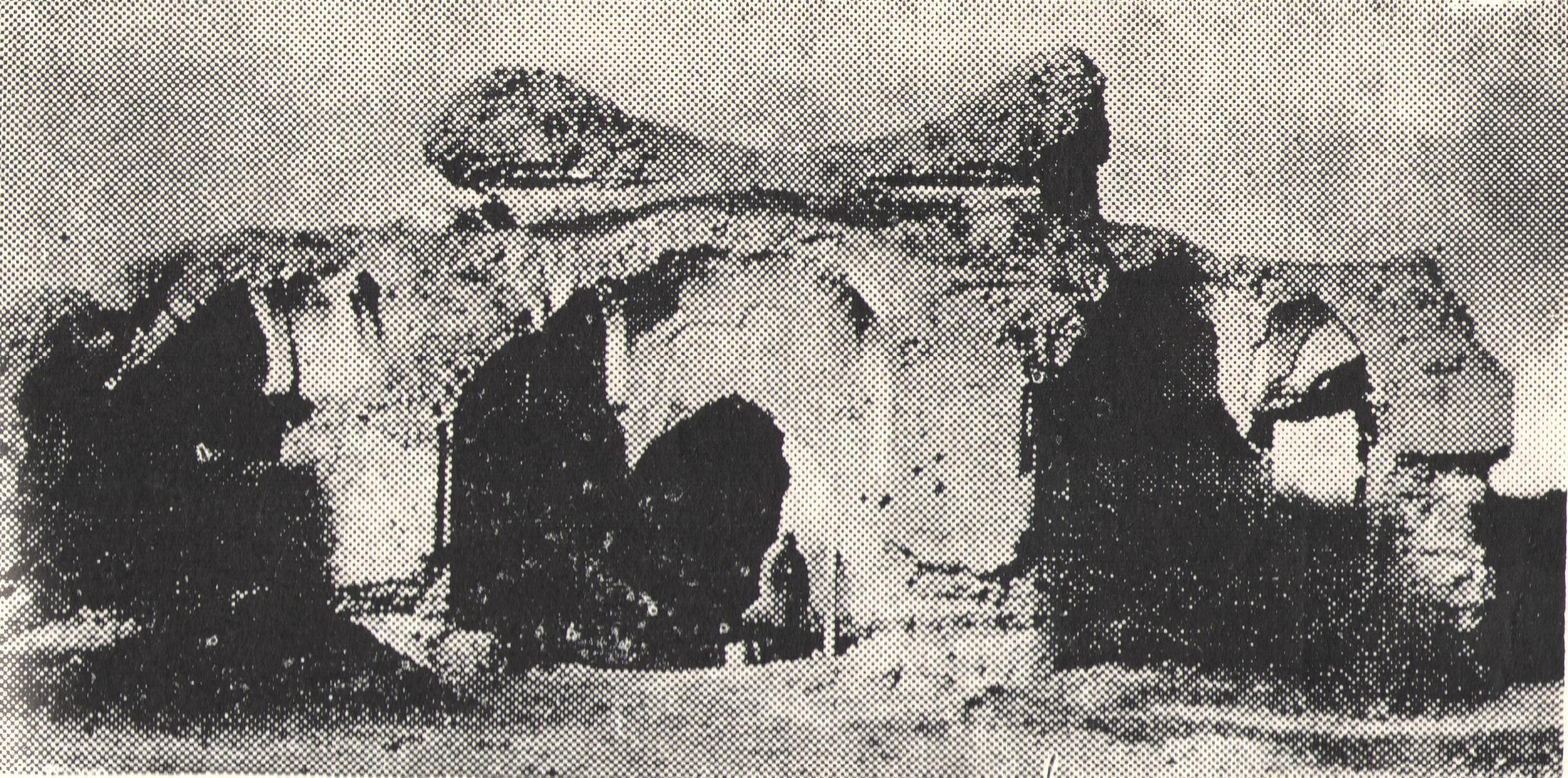
Ruínas do Palácio dos Cãs de Ganja (final dos anos 1960)
Filarmônica Estadual de Ganja
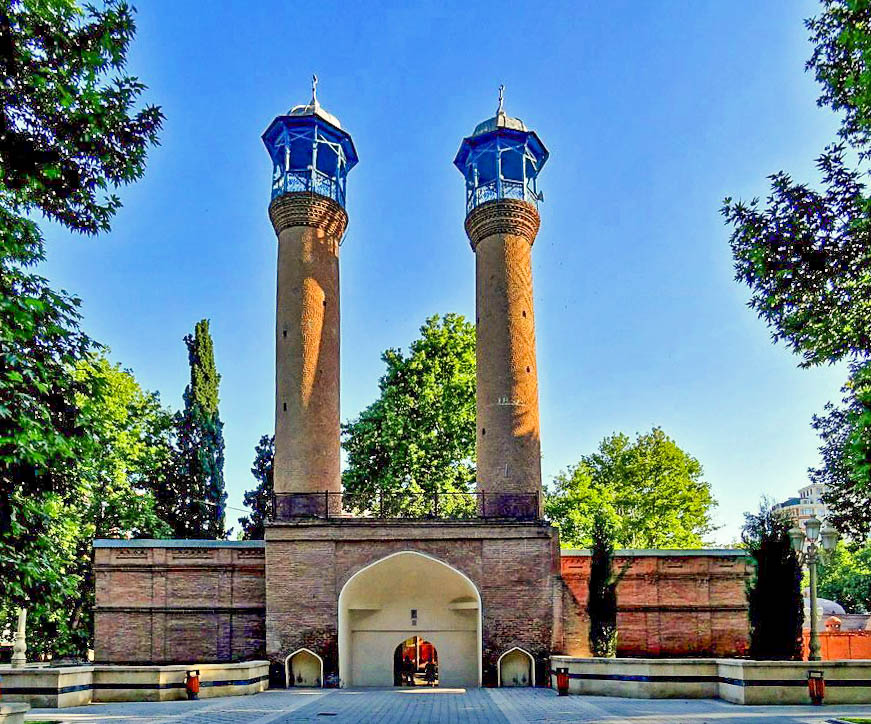
Mesquita Xá Aba
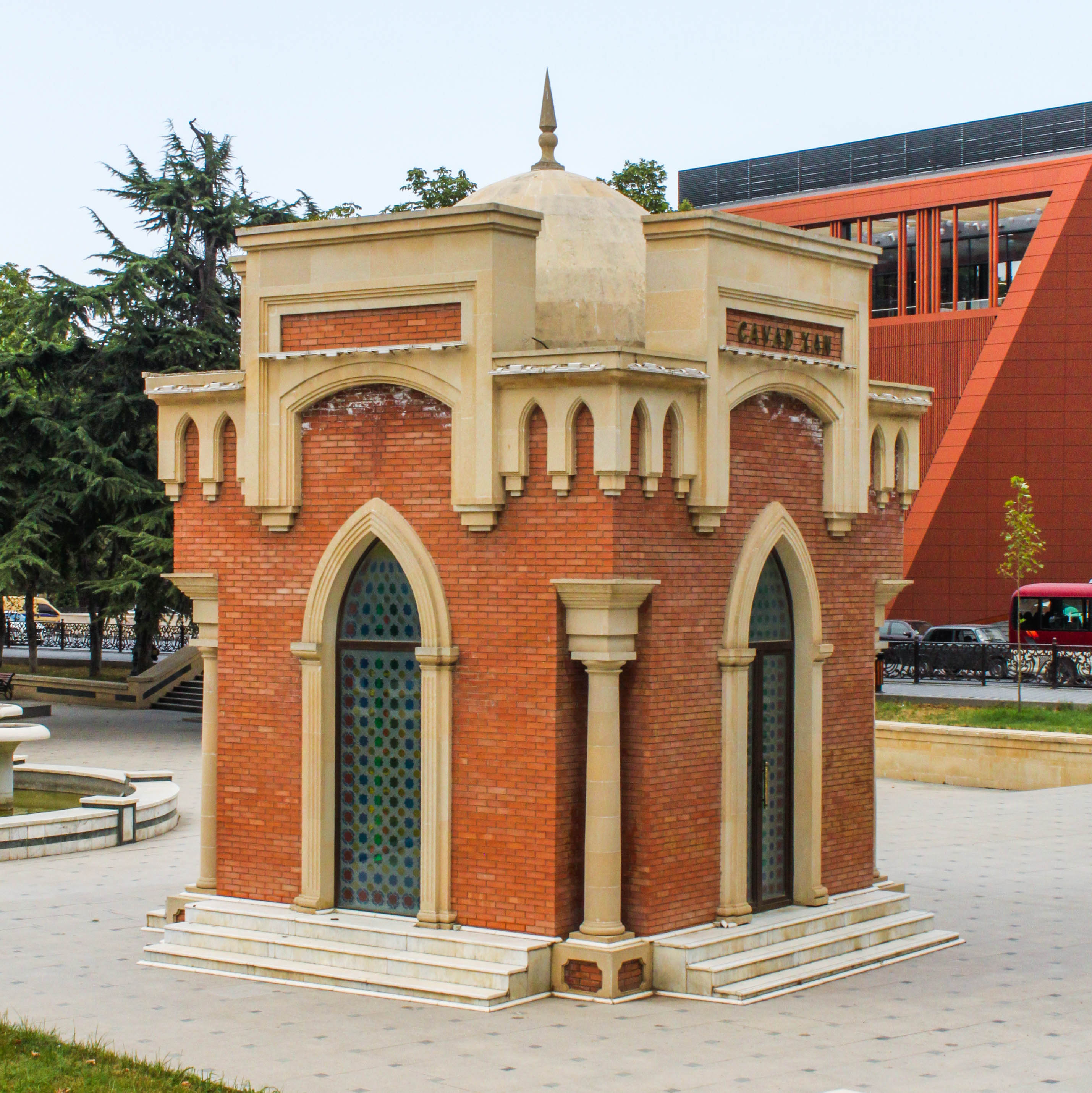
Tumba de Javad Cã
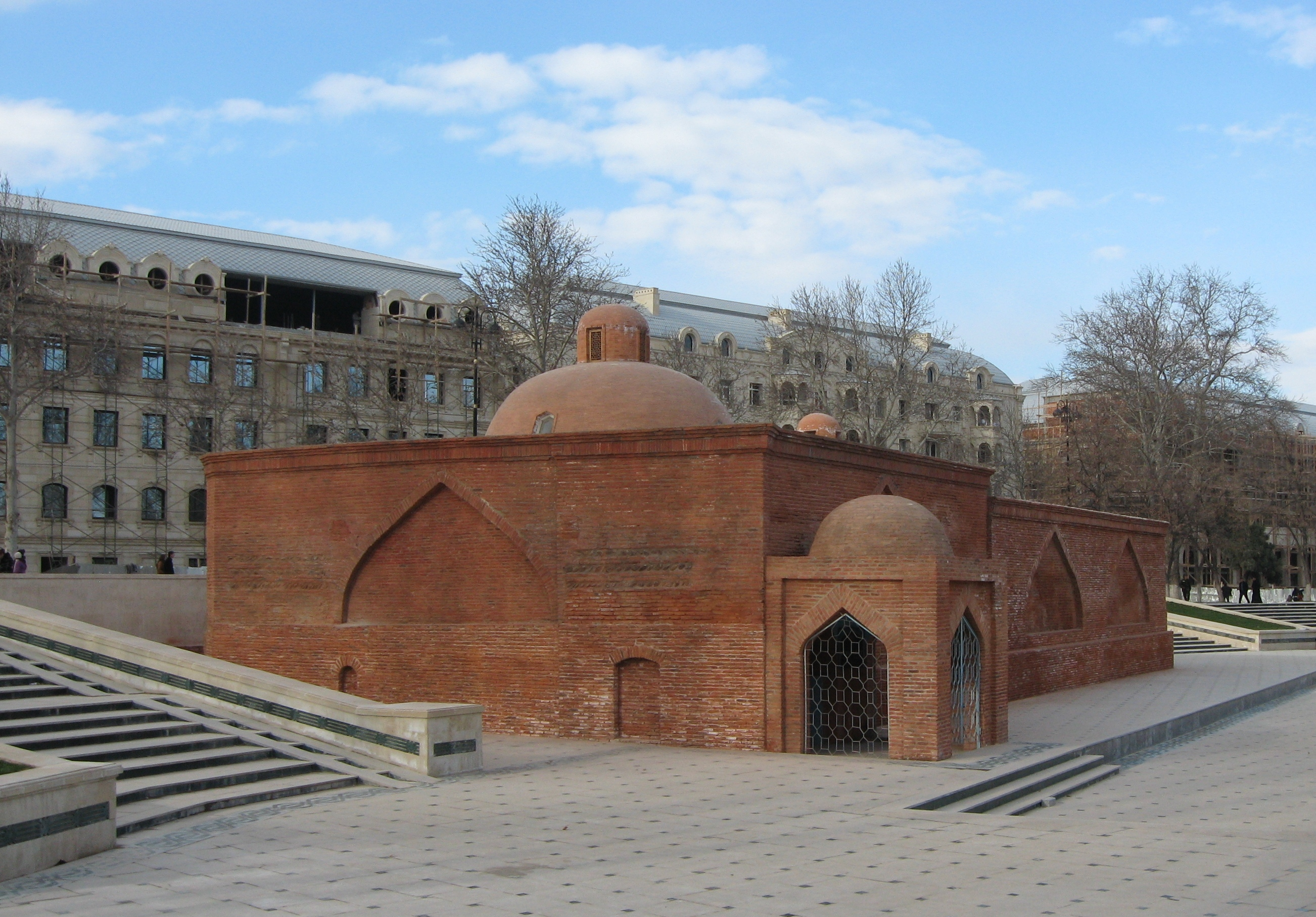
Chokak Hamam